# Jorge Huirse
Jorge Huirse Reyes (Puno, 30 de agosto de 1920 - Lima, 11 de diciembre de 1992) fue un destacado pianista, orquestador y compositor peruano.

## Biografía
Es hijo del también músico Rosendo Huirse y de doña María Reyes. Muy joven llegó a Lima y se formó musicalmente junto a su padre y al lado del pianista Genaro González. Frecuentó regularmente el Orfeon Claret en el Templo de Cocharcas en Lima, donde estudió con el padre Daniel Sierra. 
Siendo ya un destacado ejecutante y compositor de música criolla peruana, viaja a Buenos Aires gracias a una beca concedida por el gobierno del Dr. Manuel Prado y Ugarteche, y en esa ciudad formaría parte de la orquesta de don Rodolfo Coltrinari, destacando en el piano.
También ingresó al Quinteto Típico con destacados músicos de Argentina. Con ellos grabó un disco de 78 r.p. m. llamado Los Carnavales, que tuvo gran éxito en el ámbito latinoamericano, siendo esta canción de la autoría de su padre, Rosendo Huirse, según el libro "Los Puneños en Lima en aquel tiempo", este tema fue grabado en 1928, por una orquesta internacional en Nueva York, convirtiéndose en una característica de una radio dirigida a Latinoamérica, luego en 1944 fue grabado por Huirse. Ingresó al Gabinete de Musicología de Buenos Aires y con ello obtuvo gran prestigio como pianista, compositor y arreglista, siendo reclamado por los más importantes círculos musicales de la capital argentina.
Formó parte de la Guardia Republicana del Perú (hoy Policía Nacional del Perú), en el año 1982, a solicitud del Gral.PNP Jesús Manuel Liza Fontinier para dirigir la Orquesta Sinfónica de dicha institución. Así mismo, dirigió la Orquesta sinfónica del distrito de Breña en Lima. el Maestro Huirse dio su calidad musical para formar la Orquesta de cámara de la Guardia Republicana, dando inicio de lo que debió ser la banda sinfónica de la Guardia Republicana del PERÚ. Don Jorge ratificó a la Guardia Republicana del Perú como la banda oficial del Estado Peruano. Gracias Maestro.

## Composiciones afamadas
Entre su vasto repertorio resaltan Los Carnavales", la polka "Lima"; el poema sinfónico "Túpac Amaru"; "Aroma Criollo", "Escucha este Vals"; "Preludiando Un Recuerdo"; "Balsero del Titicaca"; "Adiós Limeña"; "Encontré una Carta Tuya"; Composicion Musical "Montonero Arequipeño; "..Bella Ilusión "; "Otra vez"; " a la luz de tus ojos "; " Quisiera verte siempre "; el Huayno "Tomasa",...entre muchas otras. Grabó numerosos discos en el Perú y en Argentina para el sello Odeón y más adelante lo haría para el sello Virrey, acompañando con su orquesta a cantantes peruanos, es el caso de Jesús Vásquez, Alicia Lizárraga, Teresa Velásquez, Los Trovadores del Perú, Trío Melodías de América, Dúo Miranda-Ayerza, Maria Obregón entre otros.
Cultivó todos los ritmos y variantes musicales del folclore peruano, aportando a la música criolla y vernacular características aptas para la ejecución orquestal. También realizó grabaciones con cantantes extranjeros como Juan Carlos Miranda (argentino) Guillermo Pérez "Macucho" presumiblemente cubano con este dúo hizo grabaciones como "Lima", "Hace Tiempo". Sería conveniente averiguar sobre la autoría de música negra como "Malambo de Tumbambo", "Bajo el Puente", Borrachito del Callao y el triste con fuga de tondero "Muchachita", grabado con Los Morochucos de Augusto Ego Aguirre y Luis Sifuentes.

## Discografía
| Serie   | Título                                            | Casa Discográfica |
| LD 1437 | Hace Tiempo                                       | I.E.M.P.S.A       |
| LD 1464 | Reliquias del Perú                                | I.E.M.P.S.A       |
| LD 1487 | Hoy como Ayer                                     | I.E.M.P.S.A       |
| LD 1301 | Machu Picchu / La Ciudad Perdida de los Incas.    | I.E.M.P.S.A       |
| LD 1311 | Jorge Huirse y su Orquesta                        | I.E.M.P.S.A       |
| VIR 977 | Melodías del Perú Eterno                          | Virrey            |
| LD      | Sinfonía al Perú Vol. 1 con la Sinfónica de Breña |                   |
| LD      | Sinfonía al Perú Vol.2 con la Sinfónica de Breña  |                   |